# Panam (métro de Daejeon)
ne pas confondre avec Paname, nom argotique de Paris
Panam (hangeul : 판암 ; hanja : 板岩), sous-titrée en hangeul : 대전대 ; hanja : 大田大 et en anglais : Daejeon University (litt. « université de Daejeon »), est une station terminus de la ligne 1 du métro de Daejeon. Elle est située au 162, Okcheon-ro, quartier Panam-dong dans l'arrondissement Dong-gu de la ville de Daejeon en Corée du Sud.
Ouverte en 2006, la station est desservie par un service omnibus.

## Situation sur le réseau

Plan du réseau (2017)

La station établie en souterrain Panam est la station terminus sud-est de la Ligne 1 du métro de Daejeon, elle est située avant la station Sinheung, en direction du terminus nord-ouest Banseok,.
Un dépôt de la ligne est situé à proximité.

## Histoire
La station Panam est mise en service le 16 mars 2006, lors de l'ouverture à l'exploitation de la première section de la ligne 1 du métro de Daejeon entre Panam et Government Complex, Daejeon,.

## Services aux voyageurs

### Accès et accueil
La station, en sous-sol, est située au 162 Okcheon-ro, dans le quartier Panam-dong. Pour les liaisons piétonnes entre les niveaux elle dispose d'escaliers, de deux escaliers mécaniques et deux ascenseurs,.

### Desserte

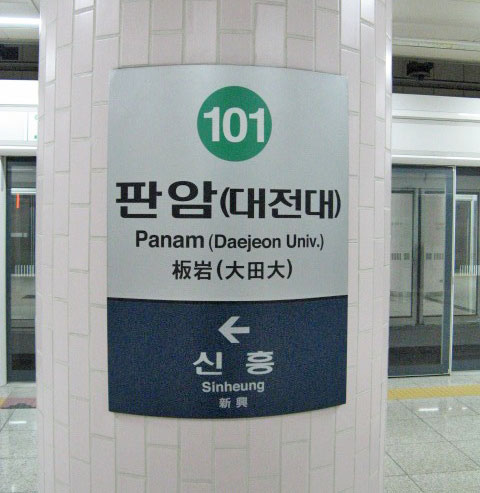
Panneau de quai, en 2009.

Panam est desservie par les rames omnibus de la ligne 1. Les quais sont équipés de portes palières.

### Intermodalité
Elle dispose de trois zones pour le stockage des vélos. Des arrêts de bus sont situés à proximité.